# HDV
HDV（エイチディーブイ、High-Definition Video）は、HDTV映像を記録する機器の規格。

## 概要
HDV規格は、日本ビクター（現・JVCケンウッド）、ソニー、キヤノン、シャープの4社により策定され、2003年9月30日に発表された。日本ビクターは720p方式を採用、ソニーとキヤノンは1080i方式を採用した（シャープは結局発売せずに終わった）。現在、民生用分野では、ハードディスクやフラッシュメモリへ記録するタイプ（AVCHDなど）に移行していったため、ソニー・日本ビクター・キヤノンいずれも既に機器の生産を終了している。業務用分野においても、光ディスクやフラッシュメモリへの記録する方式（XDCAM・P2等）への移行が進み、ソニーによって生産されていた最後の2機種も2015年12月までに生産が終了することが発表された。カセットテープの生産・販売については、標準DVカセットテープの販売はすでに終了していたが、2025年1月、ソニーは同年2月をもって、MiniDVカセットテープの生産終了を発表した。

### DV規格との関係
DV規格では、策定当初からHD仕様が予定されており、SD仕様のビットレートを2倍にして記録するというものであった。しかしながら、色信号の圧縮比が12:4:0と高く、記録時間が半分になるなどの問題もあり、その規格は実用化されず、別途HDV規格が策定・実用化された。
HDV規格は、DV規格と物理層を共有することで、大量生産されているハードウェアやテープメディア等が共有でき、コストパフォーマンスに優れる。ソニーの業務用機器はすべて、DVCAM・DV（SPモード）の記録および再生が可能で、さらにDVCPROの一部記録方式の再生にも対応している。

### 映像・音声
DVの物理層を使用した上で、ハイビジョン映像の記録再生を実現させるために、より効率の高い符号化方式が要求されたことから、映像圧縮方式としてMPEG-2、音声圧縮方式として主にMPEG-1 Audio Layer-2が使用される。映像と音声の多重化方式はMPEG-2システムを用いる。

### 記録メディア

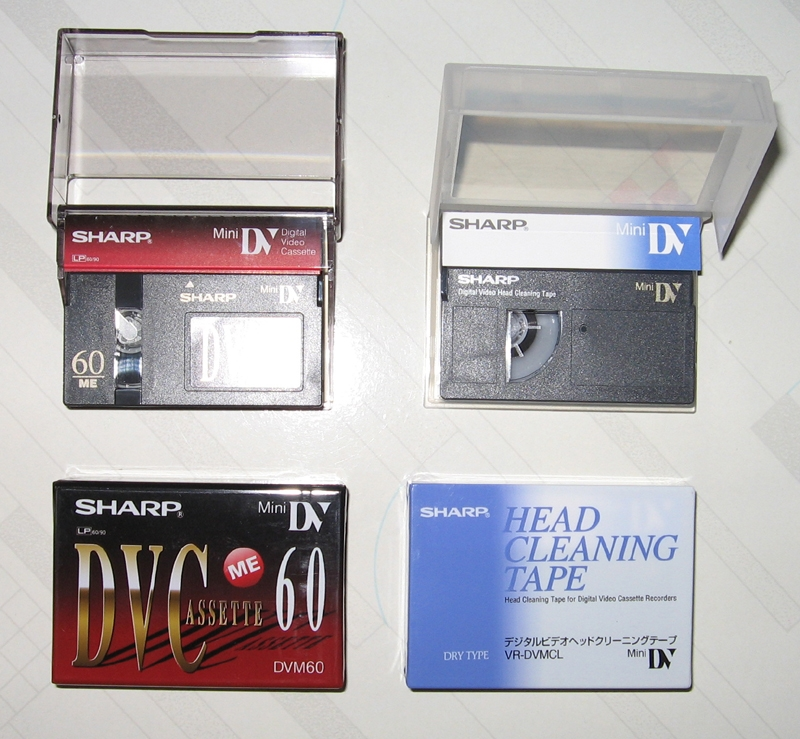
HDVでは、従来のDVカセットをそのまま記録媒体として流用できる。

記録メディアには従来のデジタルビデオカメラで使用されている標準DVカセットテープないしMiniDVカセットテープを使用する。テープ走行速度、記録ピッチなどは、すべてDV規格に準ずる。したがって各カセットテープへの記録時間もDV規格の標準（SP）モードと同じであり、標準DVカセットで120分から270分、MiniDVカセットで60分もしくは80分である。
HDVは映像圧縮方式の違いから、DVと比較してデータエラーによる映像欠落の影響が大きい。そこで、エラー訂正能力を複数トラック間に対応させることで、データ欠落に対する耐性を高めたほか、より信頼性を高めたとするHDV用カセットテープが販売されていた。
通常、HDV機器では、MiniDVサイズのカセットを使用するのだが、業務用モデルでは、標準DVサイズのカセットにも対応した製品がある。なお、HDV機器においては、標準DVサイズのカセットは、「ラージカセット」とも呼ばれる。

### 外部機器との接続
HDV機器を外部記録装置やパーソナルコンピュータ（パソコン）と接続するとき、DV機器と同様にIEEE 1394（i.Link）を用いる。USBが利用できるものも存在する。
HDMIやHD-SDI等の、デジタルビデオインタフェースが搭載されているものも存在する。一部のD-VHS機器には、HDV 720pと互換性がある。
ソニーやパナソニック製の民生用BDレコーダーでi.LINK（TS）入出力端子を装備するものでは、HDVカセットテープに録画したデジタルデータをi.LINKを経由して無劣化でHDVカムコーダからBDレコーダー内蔵HDDにダビングすることができるものが存在する。BDレコーダーの編集機能を用いて編集した後、記録型Blu-ray Discへダビングすることができる。

### ノンリニア編集
DVと同様、パーソナルコンピュータ（パソコン）を使用した、ノンリニア編集との親和性が高い。DV等のイントラフレームベースの規格と比較した場合、一般的にMPEG-2データの編集装置の実現には、より高い技術が要求される。
Windows向けとして、Avid・XpressPro（Ver5.2.4以降）、Adobe Premiere（CS2以降）、SONY Vegas、EDIUS（エディウス）シリーズ、Super LoiLoScope（ロイロ）シリーズ、macOS向けとしてFinal Cut Pro・Final Cut Express（ファイナル・カット）シリーズ、Adobe Premiereがある。
編集した映像は、HDV形式で出力して、MiniDVテープにハイビジョンのまま書き戻すことができる。

## HDV規格の種類
有効走査線数1080本のインターレース走査である「HDV 1080i」と、720本のプログレッシブ走査である「HDV 720p」の2種類が定義されている。

### HDV 1080i
HDV 1080i方式では、基本的に1440×1080画素、秒間59.94/50フィールド（NTSC/PAL）のインターレース映像を約25MbpsのMPEG-2ビデオで圧縮し、記録する。音声は、基本的にサンプリング周波数48kHz、16ビットステレオオーディオを、384kbpsのビットレートでMPEG-1 Audio Layer-2として圧縮、記録する。
テープには映像と音声のPESを記録し、IEEE 1394で外部機器と記録データを送受信する際はMPEG-2 TSで多重化する。
既存のテレビジョン規格と同じ走査方式を用いているため、既存機器との親和性が高い。なお、映像の24p記録や、MPEG2-Layer2で音声の4チャネル記録に対応した、拡張規格が存在する。

### HDV 720p

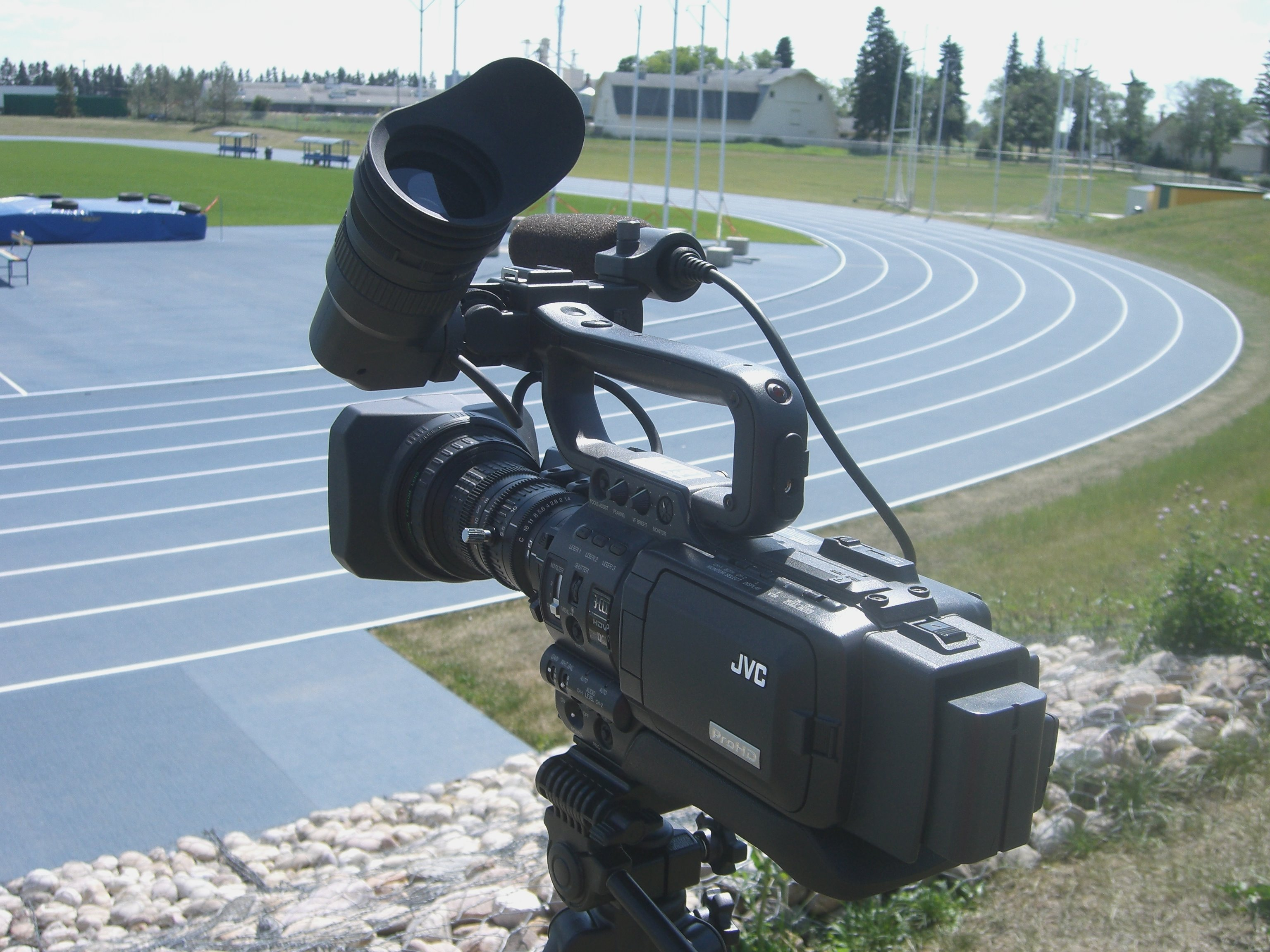
JVC GY-HD100

HDV 720p方式では、1280×720画素、秒間30,60/25,50フレーム（NTSC/PAL）のプログレッシブ映像を約19MbpsのMPEG-2ビデオで圧縮、記録する。音声は、サンプリング周波数48kHz、16ビットステレオオーディオを、384kbpsのビットレートでMPEG-1 Audio Layer-2として圧縮、記録する。
テープには、音声ストリームとMPEG-2 TSで多重化してDV記録時のVideoセクタに記録するが、DV記録のAudioセクタがそのまま残るため、ここに非圧縮の音声データ（48kHz/16bit）を記録するオプション規格も存在する。

## 対応機器
下記の機種はすべて生産・販売が終了している（2016年3月現在）。

### カムコーダ
日本ビクター
- GR-HD1（2003年3月発売）：HDV規格策定前に発売されたモデル。世界初のHDV規格対応機器。HDV 720p方式のベースとなっている。
- JY-HD10（2003年4月発売）：GR-HD1の業務用モデル。
- GY-HD100（2005年9月発売）：業務用モデル。HDV 720p方式を採用。
- GY-HD101（海外のみ販売）：業務用モデル。HDV 720p方式を採用。
- GY-HD110（海外のみ販売）：業務用モデル。HDV 720p方式を採用。
- GY-HD111（海外のみ販売）：業務用モデル。HDV 720p方式を採用。
- GY-HD200（海外のみ販売）：業務用モデル。HDV 720p方式を採用。
- GY-HD201（海外のみ販売）：業務用モデル。HDV 720p方式を採用。
- GY-HD250（海外のみ販売）：業務用モデル。HDV 720p方式を採用。
- GY-HD251（海外のみ販売）：業務用モデル。HDV 720p方式を採用。

ソニー
- HDR-FX1（2004年9月発売）：世界初のHDV 1080i対応機器。
- HVR-Z1J（2005年1月発売）：HDR-FX1の業務用モデル。
- QUALIA002（2004年11月発売）：HDR-FX1をベースとしたQUALIAシリーズのビデオカメラ。
- HDR-HC1（2005年7月発売）：HDVカメラとしては初の家庭向け普及価格帯小型化モデル。HDV 1080i方式を採用。スゴ録と連携し、Blu-ray Discにも保存が出来る。
- HVR-A1J（2005年9月発売）：HDR-HC1の業務用モデル。
- HDR-HC3（2006年3月3日発売）：HDR-HC1の後継機種。更に小型化。
- HDR-FX7（2006年11月発売）：小型化軽量化が図られたHDR-FX1の後継機種。
- HVR-V1J（2006年11月発売）：HDR-FX7の業務用モデル。映画制作マーケット向けに1080/24P, 1080/30Pに対応。HVR-DR60によるハードディスクレコーディングに対応。
- HDR-HC7（2007年2月10日発売）：HDR-HC3の後継機種。
- HDR-HC5（海外のみ販売）：HDR-HC7の廉価版。
- HDR-HC9（2008年2月10日発売）：HDR-HC7の後継機種。
- HVR-S270J（2008年2月発売）：業務用モデル。レンズ交換式、スタンダードカセット対応で長時間記録可能。メモリーレコーディングユニットに録画可能。
- HDR-FX1000（2008年11月10日発売）：Gレンズ・3板CMOS搭載のHDR-FX7の後継機種。
- HVR-Z5J（2008年12月発売）：HDR-FX1000の業務用モデル。Gレンズ搭載。メモリーレコーディングに対応。
- HVR-Z7J（2008年2月発売）：業務用モデル。HVR-Z5Jの上位機種。レンズ交換可能。メモリーレコーディングに対応。
- HVR-HD1000J（2009年1月発売）：業務用モデル。ショルダータイプの廉価版。メカのベースはHDR-HC9。
- HVR-MRC1K（2008年9月発売）：CFカードへ録画するためのメモリーレコーディングユニット。HDVをはじめDVCAM・DVでの記録も可能。HVR-S270J・HVR-Z5J・HVR-Z7Jへのダイレクト装着に対応。

キヤノン
- XL H1（2005年11月発売）：業務用モデル。HDV 1080i方式を採用。レンズ交換方式、映画制作マーケット向けにプログレッシブ方式と同等の映像方式にも対応。
- iVIS HV10（2006年9月発売）：横1920ドットのCMOSを採用し、リサイズして記録。発売時点でHDVとして世界最小・最軽量。
- iVIS HV20（2007年3月発売）：HV10の後継機として発売。
- XH G1（2006年11月発売）：業務用モデル。XL H1の小型簡易版。HDV 1080i方式を採用。映画制作マーケット向けにプログレッシブ方式と同等の映像方式にも対応。HD/SD-SDI出力端子装備。
- XH A1（2006年11月発売）：業務用モデル。XH G1からHD/SD-SDI出力端子などを省略した機種。
- iVIS HV30（2008年2月発売）：HV20の後継機として発売。
- XL H1S/XL H1A（2008年11月発売）：業務用モデル。XL H1の後継機。レンズ交換式。DIGIC DVⅡ搭載。1080/24F・30F記録可能。XL H1Sは、HD/SD-SDI出力端子装備。
- XH G1S/XH A1S（2008年11月発売）：業務用モデルでXH G1/XH A1の後継機。1080/24F・30F記録可能。XH G1Sは、HD/SD-SDI出力端子装備。

### デッキ
日本ビクター
- CU-VH1（2004年1月発売） HDV 720pの再生のみ対応。
- BR-HD50（2005年10月発売） 業務用モデル。HDV 720p対応。24p、30p記録・再生。スタンダードカセット対応。

ソニー
- HVR-M10J（2005年2月発売） 業務用モデル。HDV 1080i対応。3.5型カラーLCDモニター搭載。
- HVR-M15J（2006年5月発売） 業務用モデル。HDV 1080i対応。スタンダードカセット対応。
- HVR-M25J（2006年5月発売） 業務用モデル。HDV 1080i対応。LCDモニター搭載。スタンダードカセット対応。
- HVR-1500（2007年2月発売） 業務用モデル。HDV 1080i対応。スタンダードカセット対応。
- GV-HD700（2007年9月7日発売） HDV 1080i対応。ポータブルタイプのビデオウォークマン。
- HVR-M15AJ（2008年7月発売） 業務用モデル。HDV 1080i対応。HVR-M15Jの後継機。スタンダードカセット対応。
- HVR-M25AJ（2008年7月発売） 業務用モデル。HDV 1080i対応。HVR-M25Jの後継機。スタンダードカセット対応。
- HVR-M35J（2008年2月発売） 業務用モデル。プログレッシブ記録・再生に対応（1080/24p、30p）。4chオーディオ記録・再生に対応。スタンダードカセット対応。
- HVR-1500A（2008年6月発売） 業務用モデル。HVR-1500の後継機。HD-SDI入出力に対応。スタンダードカセット対応。